# Osloer Straße (stacja metra)
Osloer Straße – stacja metra w Berlinie na linii U8 i U9 w dzielnicy Gesundbrunnen, w okręgu administracyjnym Mitte. Wejścia do podziemi znajdują się na skrzyżowaniu ulic: Osloer Straße, Heinz-Galinski-Straße, Schwedenstraße, Tromsöer Straße.

## Historia
Budowa stacji została rozpoczęta w 1969 roku. Peron linii U9 został otwarty 30 kwietnia 1976. Stacja otrzymała swą nazwę od ulicy Osloer Straße, która nosi to miano od 4 listopada 1938 roku. Wcześniej, począwszy od roku 1862, ulica nazywała się Christianiastraße. Jej szyld został zmieniony, ponieważ w roku 1924 norweską stolicę, od której pochodzi nazwa ulicy, przemianowano z Kristiania na Oslo. Charakterystycznym elementem wystroju peronów są ściany w barwach flagi norweskiej, nawiązujące do nazwy stacji.

## Komunikacja[3]

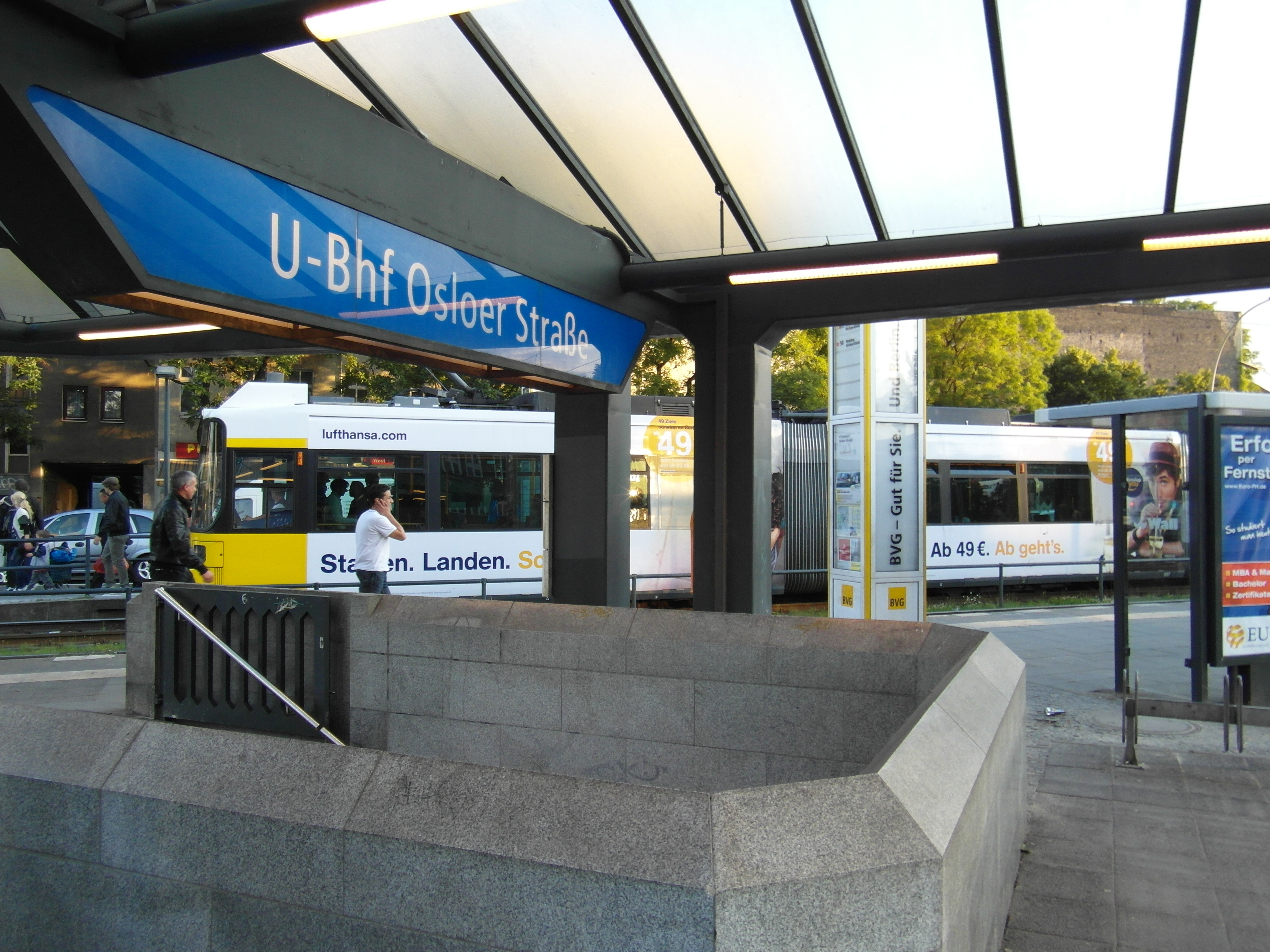
Wyjście na ulicę i na przystanki tramwajowe.

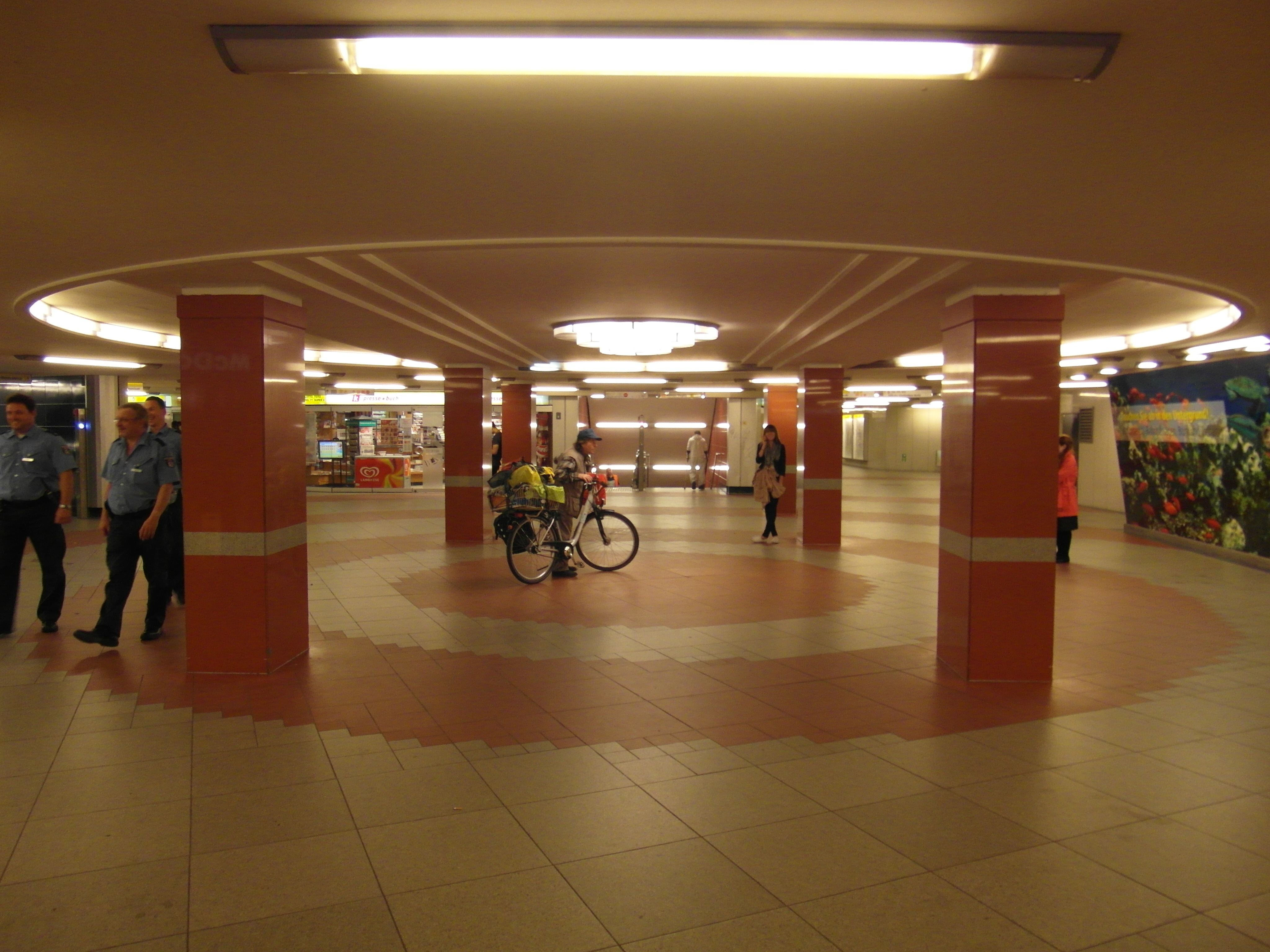
Hol główny stacji.

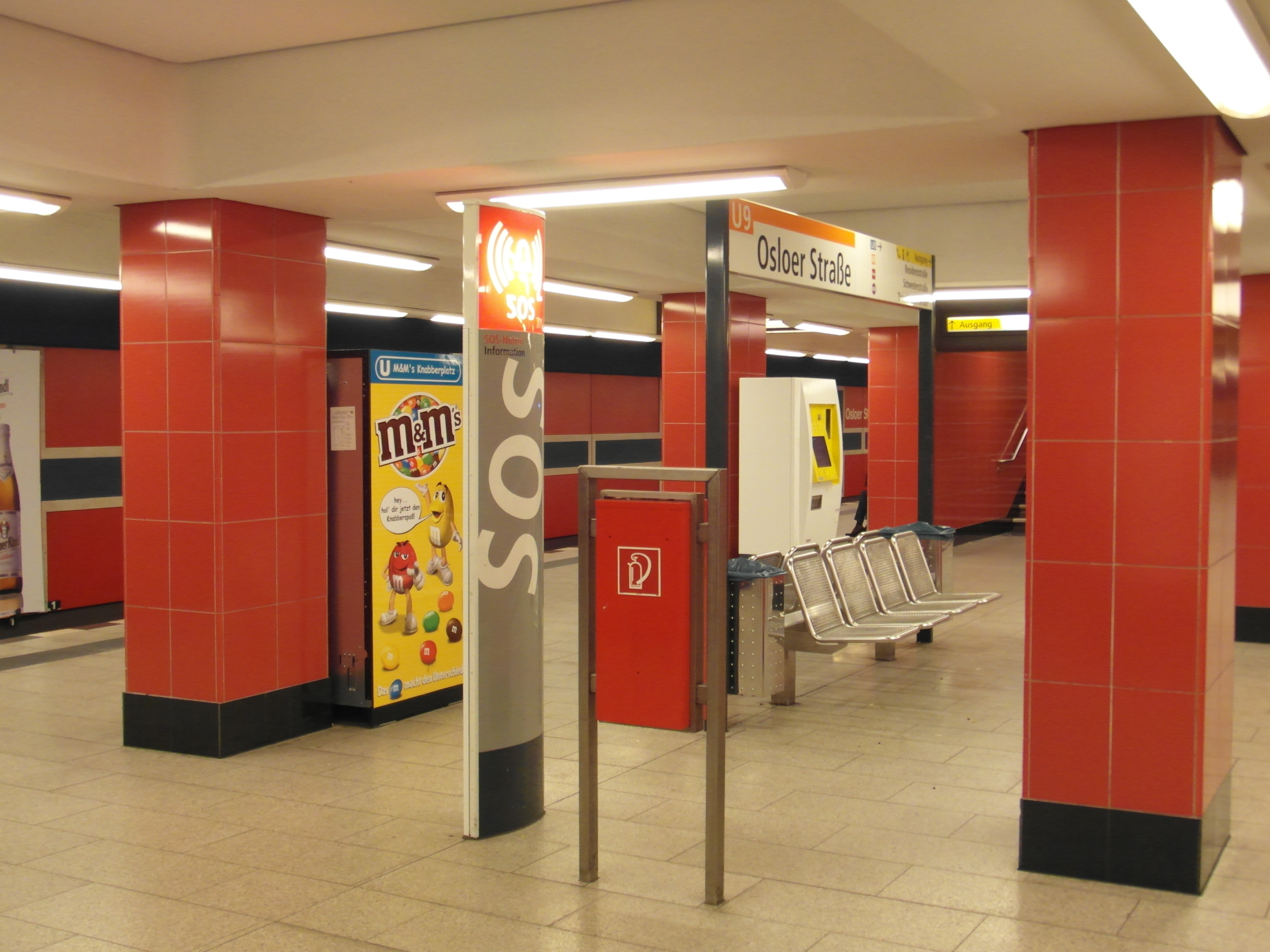
Peron linii U9

Do roku 1964 na ulicy Osloer Straße kursowały tramwaje linii 3. W roku 1995 ponownie uruchomiono linię tramwajową. Obecnie kursują tam tramwaje linii 50 oraz M13.
Dzięki licznym połączeniom z innymi środkami komunikacji miejskiej BVG (linie tramwajowe i autobusowe) stacja jest dobrze skomunikowana z resztą miasta. Ma bezpośrednie połączenie z:

### Metro
- Dworzec Berlin Zoologischer Garten w dzielnicy Charlottenburg (linia metra U9)
- Stacja S-U-Bahn Berlin Rathaus Steglitz w dzielnicy  Steglitz (linia metra U9)
- Stacja S-U-Bahn Berlin-Wittenau (Wilhelmsruher Damm) w dzielnicy Reinickendorf (linia metra U8)
- Dworzec Berlin Gesundbrunnen w dzielnicy Wedding (linia metra U8)
- Stacja metra Bernauer Straße na skraju dzielnic Wedding i Mitte (linia metra U8)
- Dworzec Berlin Alexanderplatz w dzielnicy Mitte (linia metra U8)
- Stacja metra Hermannplatz w dzielnicy Kreuzberg (linia metra U8)
- Stacja S-U-Bahn Berlin Hermannstraße w dzielnicy Neukölln (linia metra U8)

### Tramwaje
- Szpital Virchow-Klinikum w dzielnicy Wedding (linie 50 i M13)
- Stacja S-Bahn Berlin Bornholmer Straße na skraju dzielnic Wedding i Prenzlauer Berg (linie 50 i M13)
- Stacja S-U-Bahn Pankow w dzielnicy Pankow (linia 50)
- Stacja S-U-Bahn Berlin Frankfurter Allee na skraju dzielnic Friedrichshain i Lichtenberg (linia M13)
- Stacja S-U-Bahn Berlin Warschauer Straße w dzielnicy Friedrichshain (linia M13)

### Autobusy
- dzielnica Buch (linia 150)
- Port lotniczy Berlin-Tegel (linia 128)
- dzielnica Frohnau (linia 125)